# Зубін Мета
Зубін Мета (Zubin Mehta, нар. 29 квітня 1936, Мумбаї, Індія) — індійський та ізраїльський симфонічний диригент.

## Життєпис
Зубін Мета народився в сім'ї парсів. Його батько Мелі Мегта (Mehli Mehta), скрипаль, заснував і керував Бомбейським симфонічним оркестром. Зубін спочатку вивчав медицину, але після двох семестрів навчання, він змінив напрям і вчився музики у Віденській музичній академії під керівництвом Ганса Сваровського і в 1958 році у Відні відбувся його дебют як диригента. У тому ж році він виграв Міжнародний конкурс диригентів (International Conducting Competition) у Ліверпулі, що дало йому можливість одержати посаду асистента диригента Королівського філармонійного ліверпульського оркестру (Orchestre philharmonique royal de Liverpool).
У 1960–1967 роках очолював Монреальський симфонічний оркестр, у 1962–1978 рр. був музичним керівником Лос-Анджелеського філармонійного оркестру, а у 1978–1991 рр. — Нью-Йоркського філармонійного оркестру. 1968 року Мета був запрошений як музичний консультант в Ізраїльський філармонійний оркестр, 1977 року призначений його музичним керівником, а 1981 року був оголошений його довічним керівником. Мета відіграє значну роль в ізраїльській культурі. 1991 року за внесок в ізраїльську музичну культуру Меті була присуджена Державна премія Ізраїлю. Паралельно в 1998–2006 роках Мета очолював Баварську державну оперу в Мюнхені.
У 1969 році Зубін Мета одружився з американською акторкою кіно та телебачення Ненсі Ковак.

## Творчі досягнення
Зубін Мета — визнаний майстер великих симфонічних творів німецьких композиторів пізнього романтизму. Разом з тим він постійно бере участь у різного роду символічних акціях, у концертах, які мають більше суспільне, ніж властиво музичне значення. Так, у 1990 році Мета диригував першим спільним концертом трьох тенорів — Плачідо Домінго, Хосе Каррераса і Лучано Паваротті, — що відбувся у Римі і був присвячений фіналові Чемпіонату світу з футболу. У 1994 р. Мета диригував Реквіємом В. А. Моцарта у виконанні хору та симфонічного оркестру Сараєво на руїнах Національної бібліотеки Сараєво, зруйнованої в ході Югославських війн. У 1999 році він диригував Другою симфонією Малера «Воскресіння» на концерті в німецькому місті Веймарі, поблизу колишнього нацистського концтабору Бухенвальд, причому симфонія виконувалася двома оркестрами, якими в цей час керував Мета: Ізраїльський філармонічний і Баварський державний оркестри розташувалися один навпроти одного.  Мета п1ять разів — у 1990, 1995, 1998, 2007 та 2015 роках — диригував традиційним новорічним концертом у Відні.
Одна зі значних сторінок у творчій біографії Мети — постановка фільму-опери «Турандот» Джакомо Пуччіні разом з китайським режисером Чжаном Їмоу.